# 捷安特自行车队
捷安特自行车队（UCI隊碼：MSS），是一支中国公路自行车队，在国际自行车联盟级別中属亞洲洲际车队。

## 队员名单

### 2022年
|      | 車手   | 出生日期       |
| ---- | ------ | -------------- |
| 中国 | 陈一信 | 2000年2月10日  |
| 中国 | 陈智文 | 1998年10月29日 |
| 中国 | 邓鹏海 | 1998年4月26日  |
| 中国 | 郭黄辰 | 2000年10月6日  |
| 中国 | 黄骏磊 | 2002年3月2日   |

|      | 車手   | 出生日期       |
| ---- | ------ | -------------- |
| 中国 | 陆嘉成 | 2001年9月13日  |
| 中国 | 孙涛   | 2002年1月30日  |
| 中国 | 吴俊杰 | 2002年12月22日 |
| 中国 | 张琦丰 | 2002年9月13日  |
| 中国 | 支天祥 | 1999年2月15日  |

### 2021年
|      | 車手   | 出生日期               |
| ---- | ------ | ---------------------- |
| 中国 | 陈一信 | 2000年2月10日（20歲）  |
| 中国 | 邓鹏海 | 1998年4月26日（22歲）  |
| 中国 | 谷丙成 | 1996年9月3日（24歲）   |
| 中国 | 黄骏磊 | 2002年3月2日（18歲）   |
| 中国 | 贾卓鑫 | 2001年1月13日（19歲）  |
| 中国 | 刘子豪 | 2000年3月1日（20歲）   |
| 中国 | 陆嘉成 | 2001年9月13日（19歲）  |
| 中国 | 佟頔   | 2000年12月21日（20歲） |

|      | 車手   | 出生日期               |
| ---- | ------ | ---------------------- |
| 中国 | 王礼朕 | 1999年3月9日（21歲）   |
| 中国 | 吴俊杰 | 2002年12月22日（18歲） |
| 中国 | 徐子祥 | 2002年9月24日（18歲）  |
| 中国 | 袁尚国 | 1994年3月10日（26歲）  |
| 中国 | 袁子淋 | 1997年3月5日（23歲）   |
| 中国 | 赵伟   | 2001年7月25日（19歲）  |
| 中国 | 支天祥 | 1999年2月15日（21歲）  |

### 2020年
|      | 車手   | 出生日期               |
| ---- | ------ | ---------------------- |
| 中国 | 陈一信 | 2000年2月10日（19歲）  |
| 中国 | 邓鹏海 | 1998年4月26日（21歲）  |
| 中国 | 谷丙成 | 1996年9月3日（23歲）   |
| 中国 | 李金松 | 1997年4月26日（22歲）  |
| 中国 | 刘海旺 | 1995年11月23日（24歲） |
| 中国 | 刘满铎 | 1998年4月12日（21歲）  |

|      | 車手   | 出生日期              |
| ---- | ------ | --------------------- |
| 中国 | 刘子豪 | 2000年3月1日（19歲）  |
| 中国 | 王礼朕 | 1999年3月9日（20歲）  |
| 中国 | 袁子淋 | 1997年3月5日（22歲）  |
| 中国 | 支天祥 | 1999年2月15日（20歲） |
| 中国 | 朱义   | 1997年6月28日（22歲） |

### 2019年
|      | 車手   | 出生日期               |
| ---- | ------ | ---------------------- |
| 中国 | 陈智文 | 1998年10月29日（20歲） |
| 中国 | 邓鹏海 | 1998年4月26日（20歲）  |
| 中国 | 谷丙成 | 1996年9月3日（22歲）   |
| 中国 | 李金松 | 1997年4月26日（21歲）  |
| 中国 | 刘海旺 | 1995年11月23日（23歲） |
| 中国 | 刘满铎 | 1998年4月12日（20歲）  |
| 中国 | 刘子豪 | 2000年3月1日（18歲）   |

|      | 車手   | 出生日期              |
| ---- | ------ | --------------------- |
| 中国 | 史航   | 1998年6月21日（20歲） |
| 中国 | 王礼朕 | 1999年3月9日（19歲）  |
| 中国 | 徐兆亮 | 1998年6月6日（20歲）  |
| 中国 | 要承伟 | 1996年7月29日（22歲） |
| 中国 | 袁子淋 | 1997年3月5日（21歲）  |
| 中国 | 支天祥 | 1999年2月15日（19歲） |
| 中国 | 朱义   | 1997年6月28日（21歲） |

- 祁俊山及宋明亮于2019年6月转往甘肃银行中国洲际车队。
- 刘子豪、王礼朕及朱义于2019年6月11日起加入。
- 支天祥于2019年8月11日起加入。

### 2018年
|      | 車手   | 出生日期               |
| ---- | ------ | ---------------------- |
| 中国 | 陈智文 | 1998年10月29日（19歲） |
| 中国 | 邓鹏海 | 1998年4月26日（19歲）  |
| 中国 | 谷丙成 | 1996年9月3日（21歲）   |
| 中国 | 顾天浩 | 1996年9月4日（21歲）   |
| 中国 | 郭亮   | 1998年12月24日（19歲） |
| 中国 | 李家宝 | 1998年12月12日（19歲） |
| 中国 | 李金松 | 1997年4月26日（20歲）  |

|      | 車手   | 出生日期               |
| ---- | ------ | ---------------------- |
| 中国 | 李响远 | 1995年5月3日（22歲）   |
| 中国 | 刘海旺 | 1995年11月23日（22歲） |
| 中国 | 刘满铎 | 1998年4月12日（19歲）  |
| 中国 | 史航   | 1998年6月21日（19歲）  |
| 中国 | 徐兆亮 | 1998年6月6日（19歲）   |
| 中国 | 袁子淋 | 1997年3月5日（20歲）   |
| 中国 | 支天祥 | 1999年2月15日（18歲）  |

- 谷丙成于2018年8月9日起加入。
- 袁子淋于2018年8月15日起加入。
- 郭亮于2018年10月9日起加入。

### 2017年
|      | 車手   | 出生日期               |
| ---- | ------ | ---------------------- |
| 中国 | 白利君 | 1988年11月19日（28歲） |
| 中国 | 陈智文 | 1998年10月29日（18歲） |
| 中国 | 邓鹏海 | 1998年4月26日（18歲）  |
| 中国 | 顾天浩 | 1996年9月4日（20歲）   |
| 中国 | 李响远 | 1995年5月3日（21歲）   |
| 中国 | 刘海旺 | 1995年11月23日（21歲） |

|      | 車手   | 出生日期               |
| ---- | ------ | ---------------------- |
| 中国 | 史航   | 1998年6月21日（18歲）  |
| 中国 | 武楠   | 1990年11月20日（26歲） |
| 中国 | 徐兆亮 | 1998年6月6日（18歲）   |
| 中国 | 杨金   | 1992年5月21日（24歲）  |
| 中国 | 张文龙 | 1989年7月15日（27歲）  |
| 中国 | 赵康   | 1992年8月24日（24歲）  |

- 徐兆亮于2017年7月26日起加入。

### 2016年
|      | 車手   | 出生日期               |
| ---- | ------ | ---------------------- |
| 中国 | 白利君 | 1988年11月19日（27歲） |
| 中国 | 毕文辉 | 1993年4月4日（22歲）   |
| 中国 | 古颖川 | 1994年1月19日（21歲）  |
| 中国 | 侯亚科 | 1992年1月8日（23歲）   |
| 中国 | 刘浩   | 1988年11月7日（27歲）  |
| 中国 | 秦晨路 | 1992年10月24日（23歲） |
| 中国 | 单双   | 1992年4月15日（23歲）  |

|      | 車手   | 出生日期               |
| ---- | ------ | ---------------------- |
| 中国 | 沈平安 | 1994年4月20日（21歲）  |
| 中国 | 孙小龙 | 1994年5月18日（21歲）  |
| 中国 | 武楠   | 1990年11月20日（25歲） |
| 中国 | 薛超华 | 1992年3月31日（23歲）  |
| 中国 | 薛成   | 1990年6月5日（25歲）   |
| 中国 | 薛富文 | 1996年3月7日（19歲）   |
| 中国 | 张文龙 | 1989年7月15日（26歲）  |

### 2015年
|      | 車手   | 出生日期               |
| ---- | ------ | ---------------------- |
| 中国 | 白利君 | 1988年11月19日（26歲） |
| 中国 | 代福   | 1996年12月17日（18歲） |
| 中国 | 古颖川 | 1994年1月19日（20歲）  |
| 中国 | 侯亚科 | 1992年1月8日（22歲）   |
| 中国 | 刘浩   | 1988年11月7日（26歲）  |
| 中国 | 刘馨阳 | 1992年3月21日（22歲）  |
| 中国 | 秦晨路 | 1992年10月24日（22歲） |
| 中国 | 单双   | 1992年4月15日（22歲）  |

|      | 車手   | 出生日期               |
| ---- | ------ | ---------------------- |
| 中国 | 沈平安 | 1994年4月20日（20歲）  |
| 中国 | 孙小龙 | 1994年5月18日（20歲）  |
| 中国 | 王鑫   | 1992年10月26日（22歲） |
| 中国 | 武楠   | 1990年11月20日（24歲） |
| 中国 | 薛超华 | 1992年3月31日（22歲）  |
| 中国 | 薛成   | 1990年6月5日（24歲）   |
| 中国 | 薛富文 | 1996年3月7日（18歲）   |
| 中国 | 张文龙 | 1989年7月15日（25歲）  |

- 侯亚科及薛富文于2015年9月15日起加入。

### 2014年
|      | 車手   | 出生日期               |
| ---- | ------ | ---------------------- |
| 中国 | 白利君 | 1988年11月19日（25歲） |
| 中国 | 古颖川 | 1994年1月19日（19歲）  |
| 中国 | 姜治慧 | 1994年3月3日（19歲）   |
| 中国 | 刘浩   | 1988年11月7日（25歲）  |
| 中国 | 刘馨阳 | 1992年3月21日（21歲）  |
| 中国 | 倪一辉 | 1993年3月9日（20歲）   |
| 中国 | 秦晨路 | 1992年10月24日（21歲） |
| 中国 | 单双   | 1992年4月15日（21歲）  |

|      | 車手   | 出生日期               |
| ---- | ------ | ---------------------- |
| 中国 | 沈平安 | 1994年4月20日（19歲）  |
| 中国 | 师涛   | 1992年4月1日（21歲）   |
| 中国 | 王鑫   | 1992年10月26日（21歲） |
| 中国 | 武楠   | 1990年11月20日（23歲） |
| 中国 | 薛超华 | 1992年3月31日（21歲）  |
| 中国 | 杨金   | 1992年5月21日（21歲）  |
| 中国 | 袁中   | 1988年12月7日（25歲）  |
| 中国 | 张文龙 | 1989年7月15日（24歲）  |

- 张文龙于2014年10月16日起加入。
- 王鑫于2014年10月17日起加入。

### 2013年
|      | 車手   | 出生日期               |
| ---- | ------ | ---------------------- |
| 中国 | 白利君 | 1988年11月19日（24歲） |
| 中国 | 古颖川 | 1994年1月19日（18歲）  |
| 中国 | 黄恩   | 1988年11月23日（24歲） |
| 中国 | 姜治慧 | 1994年3月3日（18歲）   |
| 中国 | 刘浩   | 1988年11月7日（24歲）  |
| 中国 | 刘馨阳 | 1992年3月21日（20歲）  |
| 中国 | 刘月鹏 | 1990年5月2日（22歲）   |
| 中国 | 倪一辉 | 1993年3月9日（19歲）   |

|      | 車手   | 出生日期               |
| ---- | ------ | ---------------------- |
| 中国 | 戚鹏飞 | 1989年12月9日（23歲）  |
| 中国 | 秦晨路 | 1992年10月24日（20歲） |
| 中国 | 王炯   | 1991年8月30日（21歲）  |
| 中国 | 武楠   | 1990年11月20日（22歲） |
| 中国 | 薛超华 | 1992年3月31日（20歲）  |
| 中国 | 薛明星 | 1981年2月20日（31歲）  |
| 中国 | 张辉   | 1989年5月28日（23歲）  |
| 中国 | 张瑞松 | 1989年7月1日（23歲）   |

### 2012年
|      | 車手   | 出生日期               |
| ---- | ------ | ---------------------- |
| 中国 | 黄恩   | 1988年11月23日（23歲） |
| 中国 | 李维   | 1982年8月24日（29歲）  |
| 中国 | 刘浩   | 1988年11月7日（23歲）  |
| 中国 | 倪一辉 | 1993年3月9日（18歲）   |
| 中国 | 戚鹏飞 | 1989年12月9日（22歲）  |
| 中国 | 秦晨路 | 1992年10月24日（19歲） |

|      | 車手   | 出生日期              |
| ---- | ------ | --------------------- |
| 中国 | 童卫松 | 1988年1月30日（23歲） |
| 中国 | 王炯   | 1991年8月30日（20歲） |
| 中国 | 邢彦东 | 1985年3月20日（26歲） |
| 中国 | 薛明星 | 1981年2月20日（30歲） |
| 中国 | 张辉   | 1989年5月28日（22歲） |
| 中国 | 张瑞松 | 1989年7月1日（22歲）  |

### 2011年
|      | 車手   | 出生日期               |
| ---- | ------ | ---------------------- |
| 中国 | 邓廷   | 1989年1月17日（21歲）  |
| 中国 | 黄恩   | 1988年11月23日（22歲） |
| 中国 | 焦鹏达 | 1986年2月13日（24歲）  |
| 中国 | 李维   | 1982年8月24日（28歲）  |
| 中国 | 刘浩   | 1988年11月7日（22歲）  |
| 中国 | 戚鹏飞 | 1989年12月9日（21歲）  |
| 中国 | 王炯   | 1991年8月30日（19歲）  |

|      | 車手   | 出生日期               |
| ---- | ------ | ---------------------- |
| 中国 | 徐刚   | 1984年1月28日（26歲）  |
| 中国 | 薛明星 | 1981年2月20日（29歲）  |
| 中国 | 薛赛飞 | 1988年11月24日（22歲） |
| 中国 | 颜永生 | 1987年7月22日（23歲）  |
| 中国 | 袁中   | 1988年12月7日（22歲）  |
| 中国 | 张辉   | 1989年5月28日（21歲）  |

- 李维于2011年3月4日起加入。

### 2010年
（由2010年1月25日起至2010年12月31日止）
|      | 車手   | 出生日期               |
| ---- | ------ | ---------------------- |
| 中国 | 黄恩   | 1988年11月23日（21歲） |
| 中国 | 惠国   | 1982年8月29日（27歲）  |
| 中国 | 姜坤   | 1986年11月23日（23歲） |
| 中国 | 焦鹏达 | 1986年2月13日（23歲）  |
| 中国 | 刘浩   | 1988年11月7日（21歲）  |
| 中国 | 戚鹏飞 | 1989年12月9日（20歲）  |

|      | 車手   | 出生日期              |
| ---- | ------ | --------------------- |
| 中国 | 孙磊   | 1986年10月8日（23歲） |
| 中国 | 王炯   | 1991年8月30日（18歲） |
| 中国 | 徐刚   | 1984年1月28日（25歲） |
| 中国 | 薛明星 | 1981年2月20日（28歲） |
| 中国 | 张辉   | 1989年5月28日（20歲） |
| 中国 | 张瑞松 | 1989年7月1日（20歲）  |

### 2009年
（由2008年11月1日起至2009年10月31日止）
|      | 車手   | 出生日期              |
| ---- | ------ | --------------------- |
| 中国 | 惠国   | 1982年8月29日（26歲） |
| 中国 | 刘浩   | 1988年11月7日（20歲） |
| 中国 | 孙磊   | 1986年10月8日（22歲） |
| 中国 | 王炯   | 1991年8月30日（17歲） |
| 中国 | 王永泰 | 1987年9月7日（21歲）  |
| 中国 | 徐刚   | 1984年1月28日（24歲） |
| 中国 | 薛明星 | 1981年2月20日（27歲） |

|      | 車手   | 出生日期               |
| ---- | ------ | ---------------------- |
| 中国 | 薛赛飞 | 1988年11月24日（20歲） |
| 中国 | 颜永生 | 1987年7月22日（21歲）  |
| 中国 | 杨加捷 | 1986年4月10日（22歲）  |
| 中国 | 张辉   | 1989年5月28日（19歲）  |
| 中国 | 张瑞松 | 1989年7月1日（19歲）   |
| 中国 | 赵宇箭 | 1987年11月1日（21歲）  |

- 惠国于2009年3月23日起加入。
- 王炯、薛赛飞及杨加捷于2009年6月11日起加入。

## 主要胜出赛事
2011年
 环韩国自行车赛第3赛段（徐刚）
2012年
 环越南自行车赛总成绩（黄恩）
2013年
 环韩国自行车赛第3赛段（刘浩）

## 全国锦标赛冠军
2014年
 全国公路自行车锦标赛个人计时赛（武楠）
2015年
 全国公路自行车锦标赛个人计时赛（武楠）
2019年
 全国公路自行车锦标赛个人计时赛（史航）